# Бечки конгрес
Бечки конгрес је био скуп амбасадора великих сила којим је председавао аустријски државник Клеменс Метерних. Одржан је у Бечу од 1. септембра 1814. до 9. јуна 1815. године.
Сврха конгреса је исцртавање политичке мапе Европе након Наполеоновог пораза.Скуп је био настављен иако се током рада конгреса Наполеон вратио на власт у Француској у марту 1815. године. Коначни документ конгреса потписан је девет дана након Наполеонова пораза у бици код Ватерлоа 18. јуна 1815. године. Технички говорећи може се приметити да конгрес никад није одржавао пленарне сесије, него се већина дискусија дешавала кроз неформалне састанке великих сила.
Бечки конгрес се бавио одређивањем целокупног политичког облика Европе након Наполеонових ратова. Једини изузетак је била Француска, са којом је потписан Париски мировни споразум 30. маја 1814. године.

## Учесници
- Велику Британију је представљао министар спољних послова виконт Кестлереј (Castlereagh), од фебруара 1815. војвода од Велингтона, а задњих седам дана и гроф од Кланкартија.[2]
- Аустрију је представљао кнез Клеменс фон Метерних и његов заменик барон Весенберг[2]
- Пруску је представљао канцелар Карл Аугуст фон Харденберг и дипломата и научник Вилхелм фон Хумболт.[2]
- Француску је представљао министар спољних послова Шарл Морис де Талеран[2]
- Русију је службено представљао министар спољних послова гроф Неселрод, али цар Александар I Романов је сам деловао.[2]

Представници 4 велике силе победнице настојали су да искључе Француску из озбиљних преговора, али Таљеран је вешто успео да се убаци у унутрашње кругове саветовања у првим недељама преговора. Представници 4 велике силе били су неодлучни како да спроводе преговоре, а да не изазову заједнички протест мањих сила. Због тога су 30. септембра 1814. на прелиминарну конференцију о протоколу позвали Таљерана и шпанског представника Маркиза од Лабрадора.
Већину рада на конгресу урадиле су 4 велике силе (Велика Британија, Русија, Пруска, Аустрија) и Француска. По неким питањима сарађивали су са
- Шпанијом, коју је представљао маркиз од Лабрадора
- Португалијом
- Шведском
- По питањима Немачке разговарало се са Хановером, Баварском и Виртембергом

## Територијалне промене
- Русија је добила већину Варшавског војводства као Конгресну Пољску и дозвољено је да задржи Финску, коју је анектирала 1809. од Шведске (Финска је остала у саставу Русије до 1917)
- Пруска је добила 40% Саксоније, делове Варшавског војводства (Познањ), Данциг (Гдањск), Порајње и Вестфалију.
- Немачка конфедерација је створена од 39 немачких држава (од претходних 300) под председништвом аустријског цара. Само су делови Пруске и Аустрије били у конфедерацији.
- Династији Орање-Насау додељује се Низоземска република и Аустријска Низоземска (приближно данашња Белгија) да би тим подручјем владала као Низоземским краљевством. Додељује им се и Велико војводство Луксембург (са Луксембургом као делом Немачке конфедерације)
- Норвешка је припала Шведској (у персоналној унији)
- Шведска Померанија је припала Пруској
- Швајцарској се гарантује независност
- Војводство Лауенберг (дотад у саставу Хановера) припада Данској, а Хановер постаје краљевство и компензира се територијама Минстерске бискупије и пруске Источне Фризије
- Признаје се већина територијалних добитака Баварске, Виртемберга, Бадена, Хесен-Дармштата и Насауа. Баварска такође добија Рајнски Палатинат и делове војводства Вирцбург и великог војводства Франкфурт. Хесен-Дармштат је Пруској предао војводство Вестфалију, па је добио град Мајнц.
- Аустрија је добила Тирол и Салцбург, бивше Илирске провинције и Ломбардија-Венецију у Италији. Бивше аустријске територије у југозападној Немачкој остале су под контролом Виртемберга и Бадена, а Аустрија је изгубила и аустријску Низоземску.
- Хабзбурзи су добили и велико војводство Тоскану и војводство Модену
- Војводство Парме, Пјаченце и Гуастеле предаје се Марији Лујзи, Наполеоновој жени из породице Хабзбурга.
- Папска држава је повратила свој некадашњи опсег, са изузетком Авињона и Комтат Венесена
- Британији је потврђена контрола над Јужном Африком, колонијом Кејп, Тобагом, Цејлоном и различитим колонијама Африке и Азије. Друге колоније, а посебно Холандска источна Индија и Мартиник враћају се претходним власницима
- краљ Сардиније поново добија Пијемонт, Ницу и Савоју и контролу над Ђеновом
- Бурбонац Фердинанд IV, краљ Две Сицилије добија поново Напуљско краљевство
- укида се трговина робљем
- Слобода пловидбе уводи се за многе реке, укључујући Рајну

## Пољско-саксонска криза
Најтеже питање конгреса је била Пољско-саксонска криза. Руси и Пруси су предложили да пруски и аустријски део при деоби Пољске припадне Русији, која ће створити независно пољско краљевство у персоналној унији са Русијом са Александром I Романовом као краљем. Као компензацију Пруска је требало да добије Саксонију. Аустријанци, Французи и Британци нису се слагали са тим планом па су на наговор Талерана потписали тајни споразум 3. јануара 1815. да ратују, ако је потребно, да би спречили руско-пруски план. Иако ниједна од три силе није била спремна за рат, Руси су мало попустили и створен је компромис. Русија је добила већину Наполеоновог Варшавског војводства као "Конгресну Пољску", али нису добили Велико војводство Познањ, које је припало Пруској, а нису добили ни Краков, који је постао слободан град. Пруска је добила 40% Саксоније, а остатак је враћен краљу Фридрику Аугусту I од Саксоније.

## Друге промене
Главни резултати конгреса:
- потврда да Француска губи све територије освојене од 1795. до 1810.
- Увећање Русије, која је добила већину Варшавског војводства
- Увећање Пруске, која је добила Вестфалију и северну Рајнску област
- Консолидација Немачке конфедерације од 39 држава, којом је било много лакше управљати него са претходних 300 држава. Немачком конфедерацијом су управљале Аустрија и Пруска.

Представници на конгресу су се сложили са бројним територијалним променама. Норвешка, која је дотад била део Данске улази у персоналну унију са Шведском. Аустрија је добила Ломбардију-Венецију у северној Италији, док је већина северне средишње Италије припала Хабзбуршкој династији (Велико војводство Тоскана, војводство Модена и војводство Парма). Папа је поново успоставио Папску државу. Краљевина Пијемонт-Сардинија је повратила своје копнене поседе, а добило је и контролу над Ђеновом. У јужној Италији Жоашен Мира је најпре добио право на Напуљско краљевство, али пошто је подржао Наполеона у Сто дана био је свргнут, а на престо је враћен Фердинанд IV. Створена је велика Уједињена Краљевина Низоземска.
Велика Британија је добила протекторат над Јонским острвима и над Сејшелима по одлуци Париског мировног споразума из 1814. године.

## Каснија критика
Конгрес у Бечу је често критикован у 19. веку, а и од стране новијих историчара, да је занемарио националне и слободарске тежње. Сматрало се да је Бечки конгрес интегрални део конзервативног реда, у коме се примат ставља на мир и стабилност на рачун слобода и грађанских права, који асоцирају на америчку и француску револуцију. 
У 20. веку многи историчари су се почели дивити државницима Бечког конгреса, који су за око 100 година (1815—1914) спречили један општи европски рат. Међу таквима се налази и Хенри Кисинџер, чија докторска теза је била о Бечком конгресу.

## Занимљивости
На Бечком Конгресу Српски представници пред европским монарсима, државницима и дипломатама који су припремали заседање Б. к. били су архимандрит манастира Студенице Мелентије Никшић, прота Матеја Ненадовић и пуковник Стеван Живковић. Прота Матеја и члан Совјета Јевта Чотрић су 17. XII 1814. били примљени у аудијенцију код аустријског цара Франца I, који им је обећао да ће се заузети на Порти како би се олакшао положај српског народа у Београдском пашалуку. 